# Eddie Niedzwiecki
Andrzej Edward "Eddie" Niedzwiecki (Bangor, 3 de maio de 1959) é um ex-futebolista e treinador de futebol galês de origem polonesa.

## Carreira de jogador
Em sua carreira como atleta, Niedzwiecki atuava como goleiro. Começou a jogar em 1977, no Wrexham, clube que disputa a Conference National (quinta divisão inglesa). Até 1983, foram 111 partidas disputadas. Neste ano, assinou com o Chelsea, que na época disputava a Segunda Divisão nacional. Foi peça importante no acesso à Divisão Principal na temporada 1983/84, tendo jogado 136 jogos pelos Blues.
Uma sequência de lesões impediu Niedzwiecki de seguir atuando profissionalmente, forçando-o a encerrar a carreira em 1988, com apenas 28 anos.

## Carreira de treinador
Com a carreira de jogador encerrada, Niedzwiecki estreou com técnico em 1991, no Reading. Voltou ao Chelsea para trabalhar na comissão técnica dos Blues, de onde saiu em 2000. Assinou com o Arsenal para ser o preparador físico da equipe principal, além de trabalhar na Seleção Galesa. Em 2004, acompanhou Mark Hughes, que assinou com o Blackburn Rovers para ser o novo treinador da equipe.
Acompanhou o ex-atacante nos quatro clubes em que este último foi o treinador (Manchester City, Fulham, Queens Park Rangers e Stoke City, onde trabalham juntos desde junho de 2013).

## Seleção Galesa
Pela Seleção Galesa de Futebol, o goleiro atuou em apenas 2 jogos, entre 1985 e 1987.

## Títulos
Wrexham
- Terceira Divisão: 1977-78

Chelsea
- Segunda Divisão: 1983-84

## Links
- Eddie Niedzwiecki em National-Football-Teams.com